# مبانی ستاره‌شناسی (کتاب)

کتاب مبانی ستاره‌شناسی؛ ویرایش اول

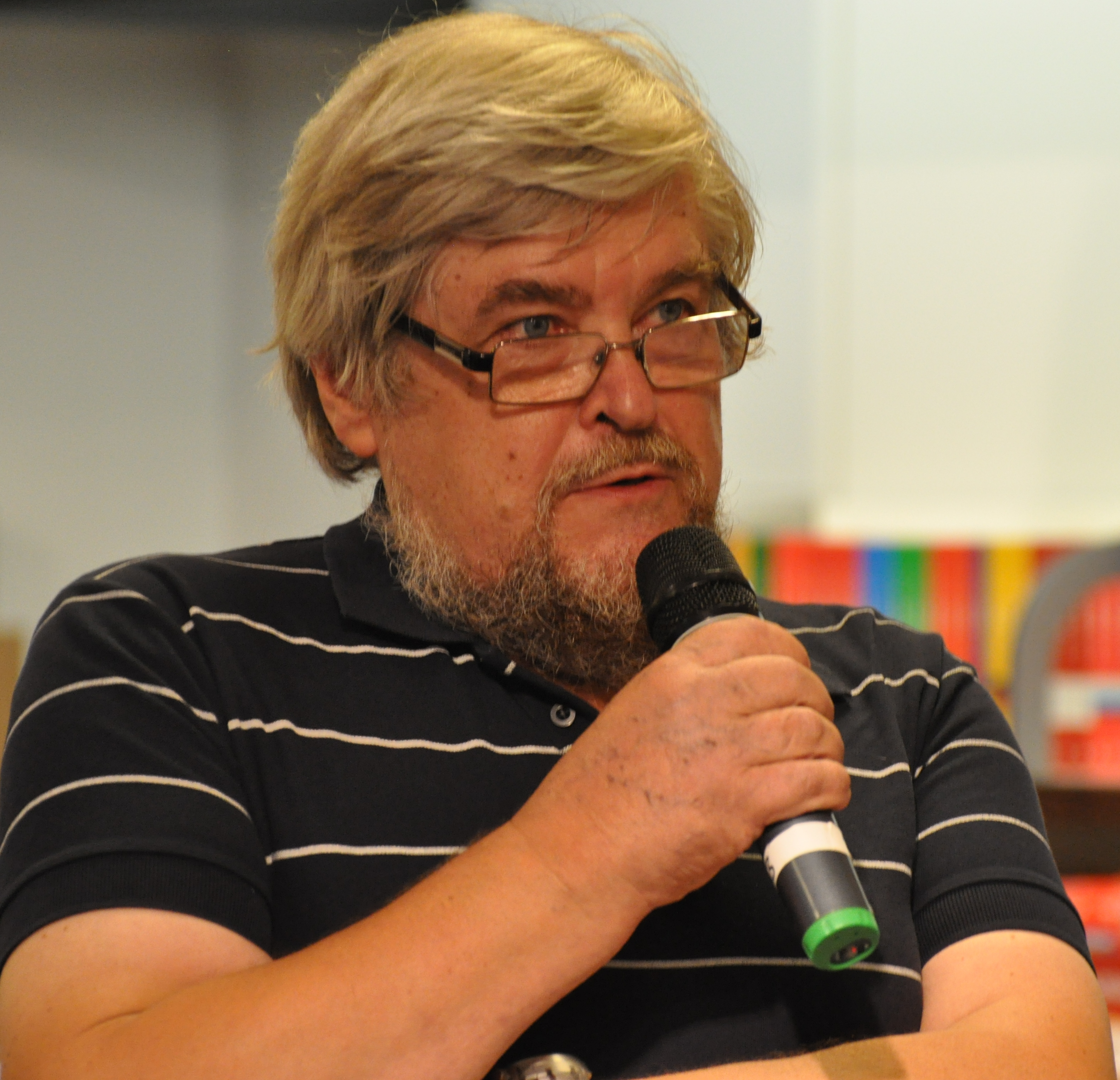
هانو کارتونن, مدیر نویسندگان کتاب مبانی ستاره‌شناسی

مبانی ستاره‌شناسی (به انگلیسی: Fundamental Astronomy)، کتابی است در حوزه نجوم که نویسندگان فنلاندی آن عبارتند از: هانو کارتونن از دانشگاه تورکو؛ پکا کروجر، کارل جان دونر و هیکی اوجا از دانشگاه هلسینکی و مارکو پوتانن از انستیتو ژئودزیک فنلاند. کتاب نخستین بار سال ۱۹۸۴ در هلسینکی به‌وسیله مؤسسه نجومی اورسا چاپ شد، و پس از آن انتشارات اسپرینگر آن را به انگلیسی منتشر کرد. آخرین ویرایش کتاب (ویرایش پنجم) در سال ۲۰۰۷ به چاپ رسید.
کتاب در سال ۱۳۹۱ به وسیله غلامرضا شاه‌علی به فارسی برگردانده شد و انتشارات شاهچراغ شیراز آن را منتشر کرد. کتاب شامل بیش از ۴۰۰ تصویر و نمودار است و به‌طور جامع مباحث ستاره‌شناسی، اخترفیزیک و کیهان‌شناسی را پوشش می‌دهد. مقدمه کتاب به قلم نعمت‌الله ریاضی، استاد فیزیک و کیهان‌شناسی دانشگاه شیراز و دانشگاه شهید بهشتی است. احمد پوست‌فروش استاد فیزیک دانشگاه شیراز ویرایش علمی آن را انجام داده‌است.
کتاب مبانی ستاره‌شناسی علاوه بر تدریس در سال آخر دوره کارشناسی و کارشناسی ارشد، به عنوان یکی از منابع اصلی المپیاد نجوم می‌باشد.
کتاب مبانی ستاره‌شناسی در بیست و دومین دوره جایزه کتاب فصل، از سوی وزارت ارشاد اسلامی به عنوان کتاب شایسته تقدیر در حوزه علوم خالص شناخته شد.
ویرایش دوم کتاب مبانی ستاره‌شناسی، ترجمه Fundamental Astronomy 6th ed. 2017 در بهار ۹۸ منتشر شد و نسخه رایگان آن در وبگاه مترجم، غلامرضا شاه‌علی، قابل دریافت است.
غلامرضا شاه‌علی پیش از این کتاب، در سال ۱۳۸۹ کتاب برگزیده دیگری را به نام درآمدی بر نجوم و کیهان‌شناسی ترجمه کرده‌است.

## فصلها و پیوستهای کتاب
فصل ۱: درآمد
فصل ۲: نجوم کروی
فصل ۳: رصد و ابزار آن
فصل ۴: مفاهیم نورسنجی و قدرها
فصل ۵: سازوکارهای تابش
فصل ۶: مکانیک سماوی
فصل ۷: منظومه شمسی
فصل ۸: طیف ستاره‌ای
فصل ۹: ستاره‌های دوتایی و جرم ستارگان
فصل ۱۰: ساختار ستارگان
فصل ۱۱: تحول ستاره‌ای
فصل ۱۲: خورشید
فصل ۱۳: ستارگان متغیر
فصل ۱۴: ستارگان فشرده
فصل ۱۵: محیط بین‌ستاره‌ای
فصل ۱۶: خوشه‌ها و جمع‌های ستاره‌ای
فصل ۱۷: راه شیری
فصل ۱۸: کهکشانها
فصل ۱۹: کیهان‌شناسی
فصل ۲۰: اخترزیست‌شناسی
پیوست الف: ریاضیات
پیوست ب: نظریهٔ نسبیت
پیوست ج: جدول‌ها
پاسخ تمرینها
منابع پیشنهادی برای مطالعه بیشتر
واژه‌نامه فارسی به انگلیسی
واژه‌نامه انگلیسی به فارسی
نمایه